# Tiina Raevaara

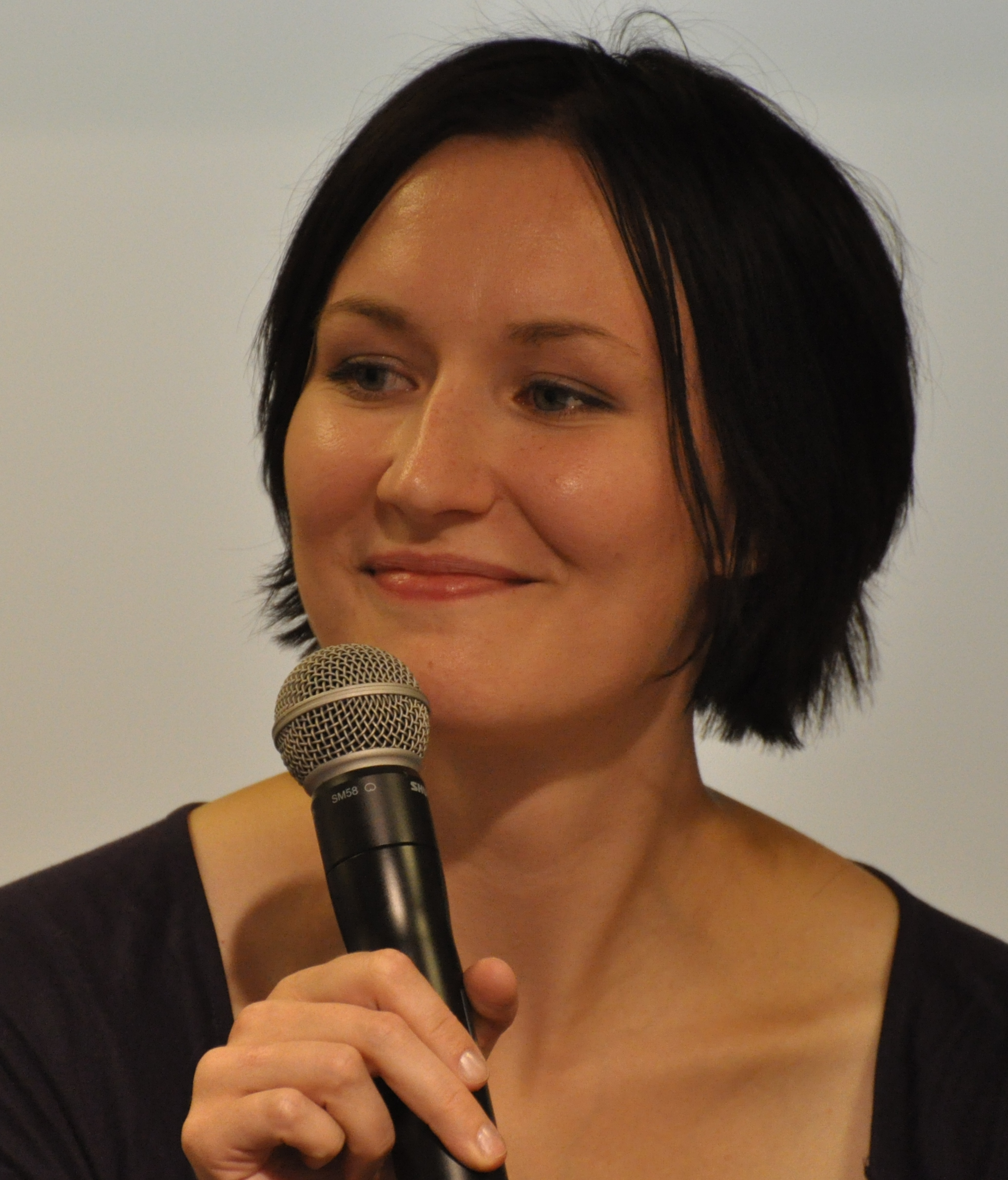
Tiina Raevaara, 2011.

Tiina Raevaara, född 5 mars 1979, är en finländsk novell- och romanförfattare.
Raevaara avlade studentexamen 1998 i Kervo, blev filosofie magister i biologi 2001 och filosofie doktor i genetik 2005, båda vid Helsingfors universitet. Hon disputerade på avhandlingen Functional significance of minor MLH1 germline alterations found in colon cancer patients. Hon har varit verksam som forskare och lärare vid Helsingfors universitet samt, sedan 2007, som frilansskribent. Hennes skönlitterära debut, romanen Eräänä päivänä tyhjä taivas, publicerades 2008.

## Verk
- Raevaara, Tiina (2008). Eräänä päivänä tyhjä taivas. Helsingfors: Teos. Libris 10945423. ISBN 978-951-851-171-0
- Raevaara, Tiina (2010). En tunne sinua vierelläni: [novelleja]. Helsingfors: Teos. Libris 12465943. ISBN 978-951-851-285-4
- Raevaara, Tiina (2012). Hukkajoki. Helsingfors: Teos. Libris 13607028. ISBN 978-951-851-465-0
- Raevaara, Tiina (2014). Laukaisu. Helsingfors: Paasilinna. Libris 15136556. ISBN 978-952-299-017-4

## Priser och utmärkelser
- 2006 – Martti Joenpolvi-novelltävlingen, förstaplats, för Kalasääsket[3]
- 2011 – Runebergspriset, för novellsamlingen En tunne sinua vierelläni[4]